# 聖母マリアの夕べの祈り
聖母マリアの夕べの祈り (Vespro della Beata Vergine; SV 206, 206a)はクラウディオ・モンテヴェルディ作曲による教会音楽作品。 カトリック教会での聖務日課の一部である晩課が元になっている。演奏に90分を要し、ソロと合唱とオーケストラが必要な大規模な作品で、これはバッハ以前の教会音楽では最大のものであったと考えられる。
この作品は、カトリック教会の典礼に使用されてきた聖母マリアに関する複数の聖書のテキストから構成されている。

## 歴史と背景
この作品はモンテヴェルディにとっての初めての宗教音楽で、自身が分化を提案した第一作法と第二作法を同化させながら作曲されている。1610年7月に、ニコラ・ゴンベールのモテットをパロディした6声のミサ《In illo tempore loquante Jesu》とともに出版されている。現在でもこの作品が書かれた動機は分かっておらず、音楽学者たちの議論が続いている。グラハム・ディクソンの主張によれば、晩課よりも聖バルバラ殉教日（12月4日）のためによりふさわしく書かれているという説もある。その論拠として、雅歌のテキストは他の女性聖人と関連付けられるものであり、マリアについて歌った曲は他の女性聖人の名前に簡単に差し替えられるという点を挙げている。モンテヴェルディはこの曲を晩課のための音楽として「市場性の高いもの」を目指して作った可能性がある。
この曲は、モンテヴェルディがマントヴァ宮廷の楽長をしていた1610年にヴェネツィアで出版された。どちらかの都市でモンテヴェルディ自身が演奏したという確実な記録はない。この作品は、ヴェネツィアやローマでの役職のためのオーディションのために書かれた可能性がある。（モンテヴェルディは1613年にサン・マルコ寺院の楽長に就任する）
この作品の規模は記念碑的で、人数の面と技術の面で十分な合唱団（最大10声）と7つの異なるソリストが要求される少人数の合唱隊が必要になる。興味深いことに、ヴァイオリンとコルネットにはソロパートが要求されているが、リピエーノの楽器については指定されていない。さらに、モンテヴェルディはそれぞれの詩篇の前に挿入されるべき単旋律聖歌のアンティフォナ（交唱）を指定していない。これによって、演奏者自身がその時々に応じた器楽作品などを選択することができる。このような選択の例は他にも、マニフィカトに二つの版があることからも言える。（一つの版はより小さいグループでも演奏可能に書かれている）これはこの作品が単一の作品で演奏されるものではなく、個別に演奏されていた可能性があるためだと考えられている。
この作品に見られる、モンテヴェルディ独自の各楽章へのアプローチは評価を確立している。記念碑的な規模の壮大な祈りの音楽というだけでなく、世俗的な音楽をも取り入れた音楽は決してその祈りの焦点を失っていない。グレゴリオ聖歌を定旋律として用いることによって全体の統一性を図ることを達成している。

## 構成

### 式次第
- 先唱と応唱 (詩篇69:1):6声の合唱と合奏
  - 先唱: Deus in adjutorium meum intende
  - 応唱: Domine ad adjuvandum me festina
    - 『オルフェオ』序曲からの転用。
- 詩篇: Dixit Dominus (詩篇110): 6声の合唱と合奏
- モテット: Nigra sum (雅歌): テノールソロ
- 詩篇: Laudate pueri Dominum (詩篇113): 8声の合唱と通奏低音
- モテット: Pulchra es (雅歌)：二重唱
- 詩篇: Laetatus sum (詩篇122): 6声の合唱
- モテット: Duo Seraphim (イザヤ書 6:2-3; ヨハネの手紙一 5:7):二重唱からの三重唱
  - 二人の天使が呼び交わすさまが二重唱で開始される。テキストが進むにつれ、3人目のソロを加えて三位一体を歌う。
- 詩篇: Nisi Dominus (詩篇127):10声の合唱
- モテット: Audi coelum (作者不詳の典礼文):二人のテノールソロによる歌い交わしからの6声の合唱
- 詩篇: Lauda Jerusalem (詩篇147):2群の3声合唱とテノールの定旋律
- ソナタ: sopra Santa Maria Sancta Maria, ora pro nobis:合奏と斉唱
- 賛歌: Ave maris stella（8世紀に成立した単旋律聖歌):2群の合唱とソロ
- Magnificat Ⅰ: 7声の合唱と合奏
- Magnificat Ⅱ: 6声の合唱